# Exorista larvarum
Exorista larvarum là một loài ruồi trong họ Tachinidae.